# Legend of Hero Tonma
Legend of Hero Tonma (レジェンド・オブ・ヒーロー・トンマ Rejendo obu Hīrō Tonma?) es un videojuego de plataformas con scroll horizontal creado por Irem y publicado, originalmente como arcade, en abril de 1989. 